# Hrabîna, Busk
Hrabîna (în ucraineană Грабина) este un sat în comuna Sokolivka din raionul Busk, regiunea Liov, Ucraina.

## Demografie
Componența lingvistică a localității Hrabîna
     Ucraineană (100%)
Conform recensământului din 2001, toată populația localității Hrabîna era vorbitoare de ucraineană (100%).